# Przydługie
Przydługie – część wsi Orłowa Góra na Białorusi, w obwodzie grodzieńskim, w rejonie szczuczyńskim.
W latach 1921–1939 wieś należała do gminy Berszty, w powiecie grodzieńskim województwa białostockiego.
Według Powszechnego Spisu Ludności z 1921 roku wieś zamieszkiwało 61 osób, wśród których 1 była wyznania rzymskokatolickiego, 60 prawosławnego. Jednocześnie 1 mieszkaniec zadeklarował polską przynależność narodową a 60 białoruską. Było tu 10 budynków mieszkalnych.